# Communauté de communes du Pays de Lumbres
La communauté de communes du Pays de Lumbres est une communauté de communes française, située dans le département du Pas-de-Calais et la région Hauts-de-France. Elle est créée le 17 novembre 1997 avec pour date d’effet le 1er janvier 1998. Son siège est situé dans la commune de Lumbres. Elle regroupe 36 communes et totalise 24 187 habitants en 2021. Elle est localisée dans le centre-est du département du Pas-de-Calais.

## Historique
La communauté de communes a été créée par arrêté préfectoral du 17 novembre 1997.
Le 1er janvier 2014, la communauté d'agglomération s’agrandit en intégrant cinq des 19 communes qui constituaient la communauté de communes de la région d'Ardres et de la vallée de la Hem : Audrehem, Bonningues-lès-Ardres, Clerques, Journy et Rebergues.
Cette intégration a augmenté la population de l'intercommunalité de 1 878 habitants de plus, ce qui porte sa population à 23 275 habitants.

## Territoire communautaire

### Géographie

#### Localisation
Située au sein du parc naturel régional des Caps et Marais d'Opale, l'intercommunalité est sous l'influence de l'agglomération de Saint-Omer, située immédiatement à l'est. Elle fait d'ailleurs partie du Pôle métropolitain Audomarois, et du même bassin hydrographique autour du fleuve Aa.
Le paysage est composé de collines (fin des collines de l'Artois), vallons et coteaux. Les vallons sont historiquement habités ou maintenus en prairies et les collines cultivées en agriculture plus ouverte.
L'ex route nationale 42 reliant Saint-Omer à Boulogne-sur-Mer passe au nord du territoire, l'autoroute A 26 passe à l'est.

### Composition
La communauté de communes est composée des 36 communes suivantes :

| Nom                     | Code Insee | Gentilé            | Superficie (km2) | Population (dernière pop. légale) | Densité (hab./km2) |
| ----------------------- | ---------- | ------------------ | ---------------- | --------------------------------- | ------------------ |
| Lumbres (siège)         | 62534      | Lumbrois           | 9,9              | 3 577 (2022)                      | 361                |
| Acquin-Westbécourt      | 62008      | Acquinois          | 14,29            | 799 (2022)                        | 56                 |
| Affringues              | 62010      | Affringuois        | 2,81             | 255 (2022)                        | 91                 |
| Alquines                | 62024      | Alquinois          | 10,51            | 985 (2022)                        | 94                 |
| Audrehem                | 62055      | Audrehemais        | 9,19             | 522 (2022)                        | 57                 |
| Bayenghem-lès-Seninghem | 62088      | Bayenghémois       | 3,33             | 345 (2022)                        | 104                |
| Bléquin                 | 62140      | Bléquinois         | 8,69             | 485 (2022)                        | 56                 |
| Boisdinghem             | 62149      | Boisdinghémois     | 3,13             | 255 (2022)                        | 81                 |
| Bonningues-lès-Ardres   | 62155      | Bonninguois        | 10,6             | 620 (2022)                        | 58                 |
| Bouvelinghem            | 62169      | Bouvelinghémois    | 6,28             | 255 (2022)                        | 41                 |
| Clerques                | 62228      | Clerquois          | 6,39             | 314 (2022)                        | 49                 |
| Cléty                   | 62229      | Cléticiens         | 6,13             | 809 (2022)                        | 132                |
| Coulomby                | 62245      | Coulombiens        | 10,26            | 771 (2022)                        | 75                 |
| Dohem                   | 62271      | Dohémois           | 9,16             | 830 (2022)                        | 91                 |
| Elnes                   | 62292      | Elnois             | 6,33             | 847 (2022)                        | 134                |
| Escœuilles              | 62308      | Escoeuillois       | 5,91             | 475 (2022)                        | 80                 |
| Esquerdes               | 62309      | Esquerdois         | 9,4              | 1 607 (2022)                      | 171                |
| Haut-Loquin             | 62419      | Haut-Loquinois     | 5,47             | 185 (2022)                        | 34                 |
| Journy                  | 62478      | Journysiens        | 3,35             | 306 (2022)                        | 91                 |
| Ledinghem               | 62495      | Ledinghemois       | 8,68             | 317 (2022)                        | 37                 |
| Leulinghem              | 62504      | Leulinois          | 4,72             | 263 (2022)                        | 56                 |
| Nielles-lès-Bléquin     | 62613      | Niellois           | 12,72            | 913 (2022)                        | 72                 |
| Ouve-Wirquin            | 62644      | Ouve-Wirquinois    | 5,25             | 496 (2022)                        | 94                 |
| Pihem                   | 62656      | Pihémois           | 7,13             | 928 (2022)                        | 130                |
| Quelmes                 | 62674      | Quelmois           | 9,86             | 536 (2022)                        | 54                 |
| Quercamps               | 62675      | Quercampois        | 1,98             | 286 (2022)                        | 144                |
| Rebergues               | 62692      | Reberguois         | 4,74             | 397 (2022)                        | 84                 |
| Remilly-Wirquin         | 62702      | Remilly-Wirquinois | 5,23             | 360 (2022)                        | 69                 |
| Seninghem               | 62788      | Seninghémois       | 15,15            | 686 (2022)                        | 45                 |
| Setques                 | 62794      | Setquois           | 3,89             | 594 (2022)                        | 153                |
| Surques                 | 62803      | Surquois           | 6,85             | 631 (2022)                        | 92                 |
| Vaudringhem             | 62837      | Vaudringhemois     | 7,61             | 488 (2022)                        | 64                 |
| Wavrans-sur-l'Aa        | 62882      | Wavranais          | 11,48            | 1 211 (2022)                      | 105                |
| Wismes                  | 62897      | Wismois            | 11,93            | 503 (2022)                        | 42                 |
| Wisques                 | 62898      | Wisquois           | 3,74             | 223 (2022)                        | 60                 |
| Zudausques              | 62905      | Zudausquois        | 7,24             | 1 061 (2022)                      | 147                |

### Démographie
| 1968   | 1975   | 1982   | 1990   | 1999   | 2006   | 2011   | 2016   | 2022   |
| ------ | ------ | ------ | ------ | ------ | ------ | ------ | ------ | ------ |
| 17 334 | 17 368 | 18 535 | 20 126 | 20 376 | 21 950 | 23 473 | 24 257 | 24 135 |

### Logement
En 2022, le nombre total de logements dans la communauté de communes était de 10 567, alors qu'il était de 10 134 en 2016 et de 9 518 en 2011
, soit une progression du nombre total de logements de 11,0 % depuis 2011.
Parmi ces 10 567 logements, 91,5 % étaient des résidences principales, (soit 9 666 logements), 2,4 % des résidences secondaires et 6,1 % des logements vacants. Ces logements étaient pour 96,2 % d'entre eux des maisons individuelles et pour 3,1 % des appartements.
Sur les 9 666 résidences principales, 76,5 % sont occupées par des propriétaires, 22,2 % par des locataires et 1,3 % par des personnes logées gratuitement.
Le tableau ci-dessous présente la typologie des logements dans la communauté de communes en 2022 en comparaison avec celle du Pas-de-Calais et de la France entière. Une caractéristique marquante du parc de logements est ainsi la faible proportion des résidences secondaires et logements occasionnels (2,4 %) par rapport au département (6,6 %) et à la France entière (9,7 %) ainsi que d'une proportion de logements vacants (6,1 %) inférieure à celle du département (7,2 %) et de la France entière (8 %).
| Typologie                                               | Communauté de communes | Pas-de-Calais | France entière |
| ------------------------------------------------------- | ---------------------- | ------------- | -------------- |
| Résidences principales (en %)                           | 91,5                   | 86,2          | 82,3           |
| Résidences secondaires et logements occasionnels (en %) | 2,4                    | 6,6           | 9,7            |
| Logements vacants (en %)                                | 6,1                    | 7,2           | 8              |

Le tableau ci-dessous présente le type de combustible principal utilisé dans les résidences principales ainsi que l'évolution des différents types de combustible entre 2011 et 2022.
| Type de combustible principal du logement | Communauté de communes | Communauté de communes | Communauté de communes | Pas-de-Calais 2022 |
| Type de combustible principal du logement | 2011                   | 2022                   | △                      | Pas-de-Calais 2022 |
| ----------------------------------------- | ---------------------- | ---------------------- | ---------------------- | ------------------ |
| Gaz de ville - réseau de chaleur          | 17,5 %                 | 15,6 %                 | -1,9                   | 51,7 %             |
| Fioul (mazout)                            | 24,1 %                 | 16,3 %                 | -7,8                   | 7,4 %              |
| Électricité                               | 22,5 %                 | 24,3 %                 | 1,8                    | 24,4 %             |
| Gaz en bouteilles ou en citerne           | 3,3 %                  | 2,4 %                  | -0,9                   | 1,0 %              |
| Autres (bois, solaire, géothermie, etc.)  | 32,6 %                 | 41,5 %                 | 8,9                    | 15,5 %             |

### Économie

#### Revenus de la population et fiscalité
En 2021, la communauté de communes compte 9 489 ménages fiscaux, regroupant 24 137 personnes.
En 2021, le revenu fiscal médian par ménage, le taux de pauvreté des ménages et la part des ménages fiscaux imposés de la communauté de communes, du département du Pas-de-Calais et de la métropole sont les suivants :
- le revenu fiscal médian par ménage de la communauté de communes est de 21 770 €, supérieur à celui du département du Pas-de-Calais (20 720 €) et inférieur à celui de la France métropolitaine (23 080 €)[Insee 8],[Insee 9],[Insee 10] ;
- le taux de pauvreté des ménages de la communauté de communes est de 13 %, inférieur à celui du département du Pas-de-Calais (18,4 %) et inférieur à celui de la métropole (14,9 %)[Insee 11],[Insee 12],[Insee 13] ;
- la part des ménages fiscaux imposés dans la communauté de communes est de 45,8 %, supérieure à celle du département du Pas-de-Calais (44,1 %) et inférieure à celle de la métropole (53,4 %)[Insee 8],[Insee 9],[Insee 10].

#### Emploi
|                       | 2011   | 2016   | 2022   |
| --------------------- | ------ | ------ | ------ |
| CC du Pays de Lumbres | 11,2 % | 11,9 % | 8,8 %  |
| Département           | 11,3 % | 13,7 % | 11,2 % |
| France métropolitaine | 11,6 % | 13,7 % | 11,7 % |

En 2022, la population âgée de 15 à 64 ans s'élève à 14 956 personnes, parmi lesquelles on compte 76,4 % d'actifs (69,6 % ayant un emploi et 6,7 % de chômeurs) et 23,6 % d'inactifs,. En 2022, le taux de chômage (au sens du recensement) des 15-64 ans est inférieur à celui du département et inférieur à celui de la France métropolitaine.
La communauté de communes compte 5 418 emplois en 2022, contre 4 943 en 2016 et 4 671 en 2011. Le nombre d'actifs ayant un emploi résidant dans la communauté de communes est de 10 528, soit un indicateur de concentration d'emploi de 51,5 et un taux d'activité parmi les 15 ans ou plus de 59,9 %.
Sur ces 10 528 actifs de 15 ans ou plus ayant un emploi, 8 852 travaillent dans la communauté de communes, soit 84 % des habitants. Pour se rendre au travail, 89,4 % des habitants de la communauté de communes utilisent une voiture, un camion ou une fourgonnette, 1,1 % les transports en commun, 4,1 % s'y rendent en deux-roues motorisé, à vélo ou à pied et 5,4 % n'ont pas besoin de transport (travail au domicile).

#### Entreprises et commerces

##### Activités hors agriculture
En 2022, 1 180 établissements marchands non agricoles sont économiquement actifsdans la  communauté de communes,,.
| Secteur d'activité                                                                                        | CC du Pays de Lumbres | CC du Pays de Lumbres | Département |
| Secteur d'activité                                                                                        | Nombre                | %                     | %           |
| --- | --------------------- | --------------------- | ----------- |
| Ensemble                                                                                                  | 1 180                 | 100 %                 | (100 %)     |
| Industrie manufacturière, industries extractives et autres                                                | 80                    | 6,8 %                 | (5,3 %)     |
| Construction                                                                                              | 206                   | 17,5 %                | (11,7 %)    |
| Commerce de gros et de détail, transports, hébergement et restauration                                    | 306                   | 25,9 %                | (22,5 %)    |
| Information et communication                                                                              | 17                    | 1,4 %                 | (3,6 %)     |
| Activités financières et d'assurance                                                                      | 41                    | 3,5 %                 | (5,3 %)     |
| Activités immobilières                                                                                    | 86                    | 7,3 %                 | (5,7 %)     |
| Activités spécialisées, scientifiques et techniques et activités de services administratifs et de soutien | 130                   | 11,0 %                | (20,2 %)    |
| Administration publique, enseignement, santé humaine et action sociale                                    | 163                   | 13,8 %                | (15,8 %)    |
| Autres activités de services                                                                              | 151                   | 12,8 %                | (9,9 %)     |

Le secteur de la construction représente 17,5 % du nombre total d'établissements de la commune (206 sur les 1180 entreprises implantées dans la communauté de communes), contre 11,7 % au niveau départemental, à l'inverse, le secteur des activités spécialisées, scientifiques et techniques et activités de services administratifs et de soutien avec 11,0 % du nombre total d'établissements est inférieur à celui du département (20,2 %).

#### Tourisme

##### Hôtellerie, camping et autres hébergements collectifs
Au 1er janvier 2025, la communauté de communes du Pays de Lumbres dispose de deux hôtels pour une capacité totale de 76 chambres, d'un camping totalisant 86 emplacements et d'aucun autre type d'hébergement collectif,.

## Politique et administration

### Siège
Le siège de l'intercommunalité est à Lumbres.

### Élus
La communauté de communes est administrée par son Conseil communautaire, composé, de 57 conseillers municipaux représentant les 18 communes membres.
Le Conseil communautaire du 17 avril 2014 a élu son président, Christian Leroy, maire d'Escœuilles, ainsi que dix vice-présidents, qui sont : 
1. Jacques Bacquet, maire de Quercamps, chargé des finances et de la gestion de la piscine ;
2. Joëlle Delrue, maire de Lumbres, chargée du tourisme, de la culture et du patrimoine ;
3. Gérard Wyckaert, maire de Wisques, chargé du développement économique ;
4. Hélène Carvalho-Duarte, maire de Cléty, chargée de la solidarité et de l’action sociale ;
5. Christian Tellier, maire de Seninghem, chargé de la communication, des nouvelles technologies, des sports et de la scolarité ;
6. Jean-Michel Croquelois, maire d’Haut-Loquin, chargé des travaux et entretien ;
7. René Denuncq, maire de Remilly-Wirquin, chargé de la gestion des déchets ;
8. José Bouffart, maire d’Audrehem, chargé de la lutte contre les inondations ;
9. Olivier Dufour, maire de Ledinghem, chargé de l’environnement et l’agriculture ;
10. Didier Bée, maire de Zudausques, chargé de l’urbanisme[3],[4].

Ensemble, ils forment le bureau de l'intercommunalité pour le mandat 2014-2020.

### Liste des présidents
| Période          | Période       | Identité          | Étiquette | Qualité                                             |
| ---------------- | ------------- | ----------------- | --------- | --------------------------------------------------- |
| 17 novembre 1997 | 9 avril 2001  | Jean-Claude Leroy | PS        | maire de Lumbres (1989 → 2001) Député puis sénateur |
| 9 avril 2001     | 17 avril 2014 | Gilbert Chiquet   |           | Maire d’Esquerdes (1995 → 2014)                     |
| 17 avril 2014    | En cours      | Christian Leroy   | SE        | Maire d'Escœuilles (2014 → )                        |

### Compétences
L'intercommunalité exerce les compétences qui lui sont délégués par les communes membres. Il s'agit de : 
Compétences obligatoires
1. Aménagement de l’Espace ;
2. Actions de développement économique à caractère intercommunal ;

Compétences optionnelles
1. Protection et mise en valeur de l’environnement ;
2. Politique du logement et du cadre de vie ;
3. Construction, aménagement, entretien et gestion d’équipements sportifs d’intérêt communautaire ;

Compétences facultatives
1. Actions dans le domaine culturel ;

Autres interventions
1. Adhésion à Saint-Omer Développement renouvelable par convention-cadre ;
2. Versement au contingent incendie au service départemental d'incendie et de secours (SDIS) ;
3. Habilitation à construire une gendarmerie et ses annexes en vue de leur affectation aux services de la gendarmerie pour effectuer leur mission dans la zone de compétence territoriale ;
4. Action sociale d’intérêt communautaire ;
5. Accompagnement des bénéficiaires du revenu de solidarité active (RSA) ;
6. Création d’un relais d'assistantes maternelles (RAM) ;
7. Mise en réseau des bibliothèques et médiathèques du territoire (réseau PLUME) ;
8. Transport des denrées alimentaires au profit des familles nécessiteuses ;
9. Compétence en matière de télécommunications d’intérêt communautaire[6]

L'intercommunalité est la seule du parc naturel régional des Caps et Marais d'Opale qui n'a pas la compétence urbanisme.

## Projets et réalisations
En 2015, l'intercommunalité se fixe les grands projets suivants : 
- Construction de la maison des services à Lumbres, qui accueillera le siège de l’intercommunalité, ainsi que les antennes du RSA, de la PMI, de la mission locale, le point info jeunesse et le relais d’assistantes maternelles ;
- La construction, qui débutera fin 2015-début 2016, du centre aquatique à Lumbres[7] ;
- L'extension de la zone d'activité économique la Porte du littoral à Leulinghem  et un développement des zones d’activités légères de Cléty, Dohem et Wavrans[8].

S'y rajoutent le développement du tourisme vert, avec notamment la création d'une station de trail et les actions en matière d'offre de santé.